# 教师
教師又稱老师、教員，在职业教育也称教练、师傅，均是對教育工作者的稱呼，是培養社會所需人才的職業。教師多任職於教育機構；因應社會需要，亦有家庭教師的私人從業者。
教师的职责为培育社会所需人才，通过其教学实践帮助学生获得知识、能力或美德。教师大多有偿任职于教育机构从事教学活动并要先取得相关认证，然而任何人皆可担任非正式的教师角色，例如在家庭从事教学活动的从业者家庭教师、在公司或工厂进行多人教学指导的教员等。
根據聯合國教科文組織（UNESCO）2023年10月的數據，全球教師短缺4400萬名，其中以南亞及撒哈拉沙漠以南最嚴重。

## 职业责任
在教育上，其職責是傳授學生知識、學習方法和實踐技巧。唐代文學家韓愈曾作《師說》，主張教師的存在是為了替學生授道解惑，令其通曉道理。同時，《師說》也指出，教師在學生的智慧啟蒙中扮演非常重要的角色，連帶敘明教師職責的重要性。此外，由於《師說》主張「師」的角色乃是基於授道的責任而存在，因此認為凡聞道者，無分長少貴賤，皆可為師。

## 称呼

### 詞彙釋義
「教師」一詞在中文使用上有兩個意思：
- 教授學生，傳授知識的人。

- 教授武術或戲劇歌藝的人。

不過第二個用法為舊時使用，如今所稱「教師」多偏向前者。

### 古代
教師最早被稱為「師氏」、「父師」、「少師」，「教书匠」，「先生」，「老師」，「師傳」初指年老資深的學者，亦是對教師的尊稱，私學教師則被稱為塾師、館師、館賓、館客，後人對教師的尊稱亦有西席、西賓、先生、夫子、絳帳。

### 近現代
在漢語中，「先生」和「老師」都是對教師的尊稱。在現代，教師的稱呼主要包括「老師」、「教授」（大專院校學生對教師的常見稱呼）和「導師」等。「先生」一詞原本是對有學問者的尊稱，涵蓋範圍廣泛，包括教師和醫生等。在現代社會中，它的使用已擴展到幾乎所有成年男性，無論其職業背景如何。「老師」則更側重於傳授知識和技藝的人，最初主要用於學校教師，但隨著時間推移，這一稱謂逐漸擴展到非教師領域，任何具備指導能力的人都可以被稱為「老師」。另學生亦可尊稱教導自己的教師為恩師。

## 中國古代至現代的教師
中國為舉世聞名的文化古國，它經歷悠久的歷史發展，創造出了許多歷久不衰的人文藝術，也為後世留下豐盛的非物質遺產。在這些過程之中，「教育」當然是重要的基石，「教師」也是不可或缺的存在。以下介紹中國歷史上的教師職業在平民教育普及前後各別迎來了什麼樣的變化，以及教師職業在現代的發展和相關法令的影響。

### 平民教育普及以前
古代中國平民教育普及以前，教師多為家庭教師，因為當時只有皇族以及貴族才有權學習，於是這些人便會聘請一些教師到宮廷中授課，並給這些教師們加封爵位或賜予官職，以示獎賞。自明朝以來，一些宮廷教師改由太監擔任，比如明武宗的老師就是著名的大太監劉瑾。

### 平民教育普及以後

#### 古代中國
春秋時代，至聖先師孔子開創私人講學的風氣，於是使得平民有機會能受教育。西漢時，漢武帝獨尊儒術，設置公立學校「太學」，由地方官員舉薦優秀人才進入太學就讀，促成世族出現。南北朝時，魏文帝採用九品官人法，致使世族勢力達到頂峰。隋朝建立後，隋文帝首創科舉制度，以考試選官，促成階級流動，而教師在這段時間裡須教授學生四書五經，發揮重要角色。而科舉制度下，也有未能考取功名的讀書人選擇以教師為業，如清朝的蒲松齡。此後，各朝政府開始普遍設立書院，也有地方仕紳成立私塾，讓一些教師進入私塾任教，這些人被稱為塾師。

#### 現代中國
中華民國建立以後，引進現代西方思想，將「受教權」列為人民基本權利，同時也是人民必須履行的義務，並將其納入《中華民國憲法》條文，又制定《教育基本法》，予以進一步保障。中華民國政府遷臺後，中華人民共和國建國，兩岸分治，中華民國的憲法和法律無法繼續適用於大陸地區。新的《中華人民共和國憲法》便明確規定國家應經營教育事業，以期達成提高人民文化水平、掃除文盲的目標，並鼓勵「自學成才」。1986年，中華人民共和國政府頒布了《義務教育法》，確保人民接受義務教育的權利免受侵害。

## 現代的教師

### 中華民國（臺灣）
中華民國主要規範教師職業之法律為《教師法》，該法的主旨為確立教師權利義務、保障教師工作及生活、提升教師專業地位，並維護學生權益。依照《教育基本法》規定，教師不得體罰學生。然為尊重教師專業自主，《教師法》仍賦予教師一定程度的管教輔導權，但政府設下了明確的限度，並規定針對違法體罰的教師之懲戒方式。

### 中华人民共和国
中華人民共和國對於教師的規範，主要載於《義務教育法》中。該法第四章規定，教師依法享有相關權利義務，應忠誠於教育事業，並要求社會大眾對教師予以尊重。同時，《義務教育法》亦明定教師須因材施教，促進學生個體的發展，且禁止對學生施以體罰。

### 世界各國
世界各國為維護學生權益，於是透過法律的約束力，明令禁止教師使用體罰來對學生進行制裁。近年來，人們大多選擇不婚或晚婚，造成少子化。受到少子化影響，學校紛紛倒閉，教師職缺銳減，想擔任教師的人需要更多競爭力，甚至造成流浪教師人數暴增，連帶使得失業人口的增加。而且因為少子化，就算教師沒有失業，其薪水依然減少許多。

## 等級與資格

### 大學層級
在大學裡，教師往往區分成講師、助理教授、副教授及教授等多個職級，有些學校還設有講座教授以及名譽教授的職級。

### 高級中學
在高級中學各級學校裡，教師區分為導師、助理教師、副教授師及教授師多個職級，有些設有講座教師職級。

### 初级中学
在初级中学裡，教師職級分成導師（與高級中學相同）、代理教師，也有人是教師兼任學校行政老師的身分。導師們通常會兼任任課老師，以把自己的專業科目教導給其他班級。代理教師們可能是學校特聘的專業人士，通常無法擔任導師。

### 小学
在小学，導師需要獨自指導大部分科目，偶爾會有幾位任課老師來教導其他非主科的科目。